# Naz-Sciaves
Naz-Sciaves es una localidad y comune italiana de la provincia de Bozen, región de Trentino-Alto Adige, con 2.430 habitantes.

## Evolución demográfica
| Gráfica de evolución demográfica de Naz-Sciaves entre 1861 y 2001 |
|                                                                   |
| Fuente ISTAT - elaboración gráfica de Wikipedia                   |